# MV Kitsap
MV Kitsap je trajekt třídy Issaquah 130 provozovaný společností Washington State Ferries. Postaven byl roku 1980 jako trajekt třídy Issaquah, ale renovace roku 1992, která mu přidala horní vozidlovou palubu, jej posunula do třídy Issaquah 130. V systému trajektů obsluhujících Pugetův záliv má na starost linku mezi Seattlem a Bremertonem.
V 80. letech, při koncertu kapel The Accüsed a GBH na lodi, propukly výtržnosti, které způsobily škody vyčíslené na 40 tisíc dolarů. V roce 1991 se loď za husté mlhy v Richově úžině srazila s MV Sealth. O pět let později najela na břeh na skoro stejném místě.